# Ајкуле (Кен Паркер)
Ајкуле је 9. епизода из стрип серијала Кен Паркер. Објављена је у Лунов магнус стрипу бр. 449, који је изашао у фебруару 1981. године. Имала је 91 страницу. Свеска је коштала 18 динара (1,19 DEM; 0,59 $). Насловну страницу нацртао је Бранислав Керац. (Оригинална Милацова насловница за ову епизоду објављена као насловна страница епизоде Седам златних градова (ЛМС-607), која је изашла 1984. год.)

## Оригинална епизода
Оригинална епизода објављена је у фебруару 1978. године под насловом Caccia sul mare (Лов на мору). Епизоду је нацртао Ђанкарло Алесандрини (ово је његова друга епизода Кен Паркера), а сценарио написао Ђанкарло Берарди. Свеска је коштала 400 лира (0,47 $; 0,95 DEM).

## Кратак садржај
Након завршене авантуре са Доналдом Велшом, Кена на превару киднапује Овен Ф. Чејс власник китоловца “Делфин”. Он је Пацификом кренуо према северу у лов на китове. Посада ”Делфина” броји око двадесетак људи. Кен међу њима упознаје и Ескима Нанука с којим се касније зближава. На броду путује и Чејсова супруга, Лаура, која ретко излази из кабине. Касније се сазнаје да је ментално поремећена.
Посада је успешно уловила једног кита (врста главата уљарка). Након неколико дана улази на Берингово море и покушава да улови и другог, али је сукоб с њим био фаталан. Морнари успевају да га ране, али је кит најпре преврнуо и уништио неколико чамаца, а потом снажним ударцем одозго поломио дно ”Делфина”, и тиме га потопио. Преживели су само Кен, Нанук, Чејс и његова жена, који се на крају епизоде искрцавају на копно на Аљасци.
Ова епизода заједно са наставцима Бели пакао (ЛМС-454) и Ескимка Ења (ЛМС-460) чини јединствену целину.

## Значај епизоде
Ово је једна од најзначајнијих епизода у раном периоду, будући да отвара многа нова питања везана за наставак серијала која се тичу, старења, трагедије колективне својине, и Кенових социјалистичких (левичарских) убеђења.

### Трагедија колективне својине
У једном тренутку (стр. 54) морнари почињу да се жале како на Северном пацифику више нема китова за лов. Један морнар објашњава да је то због тога што су људи немилице ловили китове и тако их скоро потпуно истребили. Ово се у политичкој економији и теорији рационалног избора назива трагедија колективне својине (the tragedy of the commons). За сваког појединачног китоловца је савршено рационално да лови китове без ограничења. Међутим, када сви китоловци тако размишљају, добро које се експлоатише ће нестати због неумерене експлоатације и спорог обнавњљања. Ово је типичан проблем колективног делања који у већим градовима настаје код пренасељености, регулације паркинг простора, гужви у саобраћају, загађивања човекове околине, експлоатације пашњака и природних ресурса, итд. Државна интервенција може да помогне ако је усмерена на присилно ограничење експлоатације добра. (У појединим случајевима могуће је да заједница самостално регулише ово питање.)

### Кенова социјалистичка убеђења
Морнари се често жале на напоран и опаснан рад (лов на кита; транжирање меса; цеђење китовог уља), и неједнакости у дистрибуцији луксуза на броду (они обедују на палуби, а капетан и заменици у топлој кабини). Кен подсећа да их власник брода експлоатише, да ће задржати највећи део вредности која се овако ствара, те да ће у будћности његова једина брига бити како да потроши новац који је зарадио њиховим тешким радом (стр. 55). За разлику од њега, морнари ће остати без посла када истребе све китове, и са празним џеповима. У наредној епизоди (ЛМС-454), Кен улази у директан вербални и физички обрачун са Чејзом управо на питању праведне дистрибуције.

### Старост
Дашијел, кога је Кен упознао у првој епизоди (ЛМС-301), саопштава Кену да жели да га напусти и врати се кући да би време провео с породицом. Овде се по први пут уводи уводи аспекат напуштања, старења, и повлачења из авантуре, што даје важан печат целом серијалу. Овакав растанак се не би десио ни у једном другом серијалу ЛМС или ЗС у коме јунаци и њихови помоћници храбро иду из авантуре у авантуру, и у коме епизоде заправо и немају крај (нпр. ране епизоде Великог Блека и Кап. Микија). Ово је значајан аспекат стрипа. Појављује се поново у ЛМС-500, те на самом крају серијала када Кен умире, видно уморан од авантура које је током живота претурио преко главе.

## Драматургија епизоде
Ово је једна од ретких епизода у ЛМС и ЗС у којој се воде две паралелне и наизлед неповезане радње, које се на крају спајају у једну. Једна (мање занимљива) је она која се дешава Кену и његовом присилном ангажману на китоловцу. Друга је драма између капетана Чејса и његове супруге Лауре, која је ментално поремећена од када је пре осам година родила мртворођенче. Чејс је приказан као човек гвоздене воље који држи ствари под конторлом на броду. Ипак, односе са сопственом женом не може да контролише. Лаура свог супруга криви за смрт детета и покушава да му се освети, лажући га како морнари покушавају да је обљубе. Ипак, када један од заменика капетана Харди то заиста и покуша да учини, она га одбија. То још више разбешњује Хардија, који је на крају силује.

## Превод и цензура
Као и свака епизода о Кен Паркеру, и ова је доживела значајна скраћења и доцртавања да се не би видело наго женско тело. Овога пута и превод је био прилично немаран. Оригинални наслов је такође промењен, мада је апсолутно нејасно због чега се епизода зове ”Ајкуле”, будући да се ајкуле уопште не појављују у њој.

## Реприза у Србији
Ова епизода доживела је своју прву репризу у Србији у серијалу Кен Паркер бр. 5. у издању Дарквуда у октобру 2018. год. Свеска је изашла као двоброј (друга епизода била је Беле земље), имала 208 страна, тежила 1 кг. Тврд повез коштао је 1.690 дин (14 €; 16,6 $).

## Галерија
- Кадар из ЛМС-449: Кен објашњава капиталистички систем експлоатације радне снаге.
- Кадар из ЛМС-449: Растанак Кена и Дашијела.
- Када из ЛМС-449: Трагедија колективне својине